# Porsche-Diesel Super L 308
Der Porsche-Diesel Super L 308 ist ein Traktor der Porsche-Diesel Motorenbau GmbH, die ihren Sitz in Friedrichshafen am Bodensee hatte und von 1958 bis 1960 das Traktorenmodell produzierte. Der Porsche-Diesel Super L 308 war eine Langversion des Porsche-Diesel Super N 308, der über vergleichbare technische Eigenschaften verfügte.
Ein luftgekühlter Viertakt-Dreizylinder Diesel-Reihenmotor sorgte für den Antrieb des Porsche-Traktors. Mit seinen 28 kW konnte der Porsche-Diesel Schlepper eine Höchstgeschwindigkeit von 20 km/h erreichen. Darüber hinaus besaß dieser eine Druckumlauf-Schmierung sowie ein innovatives Wirbelkammer-Verfahren. Das von den Vorgängermodellen bekannte Porsche-Optima-Verbrennungsverfahren mit Radial-Kühlgebläse gehörte ebenfalls zur Ausstattung des Porsche-Diesel Super L 308. Die ebenfalls bekannten Einspritzdüsen und Einspritzpumpen der Firma Bosch versorgten den Motor mit Kraftstoff.
Als Langversion verfügte der Porsche-Diesel Super L 308 über eine serienmäßig verbaute Doppelkupplung sowie einen längeren Radstand. Zudem wurde der Schlepper in unterschiedlichen Versionen mit verstellbaren Radständen hergestellt. Die Spurweite des Super L 308 betrug vorne 1250–1650 mm und 1285–1880 mm hinten. Die als hydraulische Strömungskupplung konzipierte Fahrkupplung konnte um einem Hydrostop erweitert werden. Die erste Version des Super L 308 verfügte über eine Pendelachse mit Einzelteleskopfederung und Spurverstellung. Die zweite Version besaß hingegen eine höhenverstellbare Pendelachse mit Einzelteleskopfederung und Spurverstellung. Die Herstellung der Hinterachse erfolgte in Portalbauweise mit verstellbarer Spurweite. Beim Hinterrad kam eine fußbetätigte Innenbacken-Bremse, die auch einzeln als Lenkbremse verwendet werden konnte, zum Einsatz.
Der etwa 1.660 kg schwere Traktor verfügte über ein belastbares ZF oder Getrag-Zahnradwechselgetriebe mit fünf Vorwärtsgängen und einem Rückwärtsgang. Ein Kriechgang war optional verfügbar. Eine Kombination aus Trocken- und ölhydraulischer Kupplungstechnik ermöglichte das Anfahren in allen Gängen unter hoher Last. Der Einsatz einer Doppelkupplung ermöglichte den Betrieb von zapfwellengetriebenen Mähern oder Hochdruckpressen.